# Trika
Trika ist ein Konzept des Kaschmir-Shivaismus und bedeutet Triade. Unter diesem Namen war der Kaschmir-Shivaismus vor dem neunzehnten Jahrhundert bekannt, denn das Konzept der Triade ist auf vielfältige Weise und auf vielen Ebenen  innerhalb des  philosophischen Systems manifestiert.
Die Liste der bedeutendsten Triaden der Philosophie des Kaschmir-Shivaismus ist umfangreich:

## Shiva, Shakti und Anu
Nach dem Kaschmir-Shivaismus gibt es drei große Realitäten:
1. Das höchste Transzendente – Shiva
2. Die höchste schöpferische Energie, allgegenwärtig in der Schöpfung – Shakti
3. Das spirituelle Atom, das begrenzte Atom oder Einzelwesen – Anu (manchmal auch nara – Mensch)

Anu ist ein Mikrokosmos, ein vollständiges verkleinertes Abbild des Makrokosmos, und auf vielen Ebenen in permanenter Resonanz mit dem Makrokosmos (Universum). Die resonante Verbindung zwischen dem Mikrokosmos und dem Makrokosmos ist die Shakti, die als einzige dem Anu helfen kann, sein verlorenes Wissen wiederzuerlangen – dass es eins ist mit Shiva. Dies alles ist möglich wegen des völlig freien Willens (Svatantrya) von Shiva.

## Die Dreifaltigkeit der Shakti
Trika wird auch in der Shakti-Dreifaltigkeit reflektiert:
1. para-shakti –  die höchste transzendente Energie
2. parapara shakti – die höchste nicht mehr allerhöchste Energie, sowohl transzendent als auch immanent
3. apara shakti – die immanente Energie

## Die Dreifaltigkeit der Energien des Willens, des Wissens und der Macht des Handelns
Jede Handlung eines Wesens inklusive Gott ist in der Philosophie des Kaschmir-Shivaismus
Subjekt dreier fundamentaler Energien:
1. Iccha Shakti – die Energie des Willens. Diese Energie erscheint am Anfang einer Handlung oder eines Prozesses
2. Jñana Shakti – die Energie des Wissens, durch welche die Handlung klar ausgedrückt wird, bevor sie umgesetzt wird
3. Kriya Shakti – die Energie des Handelns

## Die Dreifaltigkeit des Wissens
1. Pramatri – das Beobachtende, das Subjekt
2. Pramana – die Modalitäten des Wissens
3. Prameya – das bekannte Objekt

## Die drei Ebenen des Wortes(Vak)
1. pasyanti – subtile Sprache, undifferenzierte Sprache, intuitive Sprache, das Sehen des Wortes im Herzen
2. madhyama – mentale Sprache, intermediäre Sprache (in Gedanken)
3. vaikhari – gesprochene (äußere) Sprache[2]

## Die transzendente Triade – paratrika
1. prakasa (oder Chit, Shiva) – Helligkeit
2. vimarsa (oder Spanda) – Dynamismus
3. samarasya – ununterbrochene Glückseligkeit[4]

## Triade von Gott, der Welt und der Seele
Diese Triade ist identisch mit Shiva, Sakti und Anu.
1. pati – Meister, Gott, Shiva
2. pasa – Bindung, die drei mala oder Unreinheiten
3. pasu – das Gebundene, die begrenzte Seele, jivatman

## Die drei Unreinheiten
Mala bedeutet Unreinheit, Gebundenheit oder Gift. Die drei Unreinheiten (der Maya) sind verantwortlich
für die Begrenzung des göttlichen Zustands. Wenn sie transzendiert sind, wird das begrenzte Wesen befreit.
1. anavamala – unvollständiges Sein
2. maya mala – Begrenzung im Wissen, avidya, Illusion
3. karma mala – Begrenzung in der Macht der Handlung, falsche Identifikation des Autors der Handlung mit dem begrenzten Selbst anstatt mit Shiva

Dazu unterscheidet der kaschmirische Shivaismus die vier großen Sphären (anda) der Realität:
1. Shakti anda ist die erste Stufe der Schöpfung, die reine unendliche Schöpfung, weil auf dieser Ebene die göttliche Natur von Shiva nicht verdunkelt ist, und sie einen Zustand von Verschiedenheit in  Einheit darstellt. Die göttlichen Kräfte der Shakti gehen allmählich über von der Ananda Shakti (Glückseligkeit) zur Iccha Shakti (die Macht des Willens), Jñana Shakti (die Macht des Wissens) und Kriya Shakti (die Macht des Handelns), wobei die Basis für die duale Schöpfung geschaffen wird. Auf dieser Stufe ist die Dualität erst ein Konzept – es gibt noch keine wirkliche Teilung oder Begrenzung.
2. Maya anda lässt die göttliche Natur und deren Reinheit vergessen
3. Prakriti anda beschreibt die Welt, wie sie vom menschlichen Bewusstsein wahrgenommen wird. Es enthält die Shakti der individuellen Seele (Purusha): Das Prakṛiti-Tattva, den Intellekt (Buddhi-Tattva), das Ich (Ahamkāra Tattva), den sinnesbezogenen Verstand (Manas-Tattva), die fünf Sinnesorgane (Jñānendriya), die fünf Organe des Handelns (Karmendriya), die fünf subtilen Essenzen (Tanmātra) und zuletzt die vier physikalischen Elemente (Mahābhutā): Ākāśa-Tattva, Vāyu-Tattva, Tejas-Tattva und Jala-Tattva[6].
4. Prithivi anda ist der Endpunkt der Schöpfung – die feste Materie, die nur ein Tattva enthält.

Im Kaschmir-Shivaismus wird die wahre Natur der Welt durch Einswerdung entdeckt, wenn pramatri, pramana und prameya eins werden. Dieser Zustand der Nichtdualität ist wie Gott (Shiva) und auch der Zustand in dem vollkommene Yogis die Welt erfahren.

## Die drei fundamentalen Zustände des Bewusstseins
1. jagrat – Wachen
2. svapna – Träumen
3. susupti – Traumloser Schlaf

Daneben gibt es noch einen weiteren namens (turya – der vierte) weil er nicht beschreibbar ist.
Dieser vierte Zustand ist die vollkommene Verschmelzung oder Einswerdung von pramatri, pramana und prameya, auch als Überbewusstsein bekannt, das die anderen Zustände beinhaltet  und hinter sich lässt.

## Der dreifache spirituelle Pfad
1. Sambhavopaya – der Pfad von Shiva, der göttliche Pfad; eine nicht aufzuhaltende spirituelle Aspiration ist das Merkmal dieses kurzen und schwierigen spirituellen Pfades
2. Saktopaya – der Pfad der göttlichen Energie, der Pfad der Shakti, der dazwischenliegende Pfad; hier muss der Yogi seine Emotionen und Gedanken vollkommen kontrollieren können und sein Bewusstsein mit einer oder mehreren göttlichen Energien der Shakti verschmelzen können.
3. Anavopaya – der individuelle Pfad, der begrenzten Wesen zugänglich ist(Anu); hier muss der Aspirant um die Erweckung seiner Seele kämpfen durch Arbeit mit dem Intellekt (Buddhi), subtilem Atem (Prana), dem  materiellen Körper (deha) oder äußeren Objekten wie Yantras oder dem Bild eines großen Meisters.[8][9]

## Die Typen von shivaitischen Schulen
1. abhedha – nichtdualistisch (Kaschmir-Shivaismus)
2. bhedabheda – qualifizierter Dualismus
3. bheda – Dualismus (Saivagama)